# Tachyphyle allineata
Tachyphyle allineata är en fjärilsart som beskrevs av W. Warren 1900. Tachyphyle allineata ingår i släktet Tachyphyle och familjen mätare. Inga underarter finns listade i Catalogue of Life.